# ماسالي بادوزا
ماسالي بادوزا (بالإنجليزية: Masali Baduza)‏، هي مُمثلة جنوب أفريقية.

## أعمالها
| السنة | عُنوان العمل بالعربية | العُنوان الأصلي للعمل | الدور        | مُلاحظات             |
| ----- | -------------------- | -------------------- | ------------ | ------------------- |
| 2019  |                      | Trackers             | ثاندي ماكيبي | 3 حلقات             |
| 2019  |                      | Bhai's Cafe          | ثاندي        | فيلم                |
| 2019  | المُقاتل              | The Fighter          | ليراتو       | فيلم قصير           |
| 2020  |                      | Noughts + Crosses    | سيفي هادلي   | دور البطولة (مُسلسل) |

## روابط خارجية
ماسالي بادوزا على موقع IMDb (الإنجليزية)
- ماسالي بادوزا على موقع قاعدة بيانات الفيلم (الإنجليزية)